# Dean O'Gorman
Dean O'Gorman (Auckland, 1º dicembre 1976) è un attore e fotografo neozelandese.
È noto anche per il ruolo di Fili nella trilogia de Lo hobbit.

## Biografia
Dean O'Gorman è figlio di Vicki e di Lance O'Gorman, un paesaggista. Ha un fratello, Brett. La sua famiglia ha origini irlandesi. Inizia la sua carriera in tv dove recita in vari film e fiction per la tv, soprattutto noto per il ruolo di Iolao nella serie Young Hercules in cui è co-protagonista assieme a Ryan Gosling.  Recentemente ha preso parte ad alcuni episodi di Serie TV come The Cult, Go Girls e La spada della verità. Dal 2011 fa parte del cast fisso della serie televisiva neozelandese The Almighty Johnsons. Nell'aprile 2011, in seguito all'abbandono di Robert Kazinsky, è stato scelto per interpretare il ruolo del nano Fili nell'adattamento cinematografico di Peter Jackson del romanzo Lo Hobbit di J. R. R. Tolkien.

## Filmografia

### Cinema
- Lo Hobbit - Un viaggio inaspettato (The Hobbit: An Unexpected Journey), regia di Peter Jackson (2012)
- Lo Hobbit - La desolazione di Smaug (The Hobbit: The Desolation of Smaug), regia di Peter Jackson (2013)
- Lo Hobbit - La battaglia delle cinque armate (The Hobbit: The Battle of Five Armies), regia di Peter Jackson (2014)
- L'ultima parola - La vera storia di Dalton Trumbo (Trumbo), regia di Jay Roach (2015)

### Televisione
- Hercules - serie TV (1995-2000)
- Young Hercules - serie TV (1998-1999)
- Le sorelle McLeod - serie TV
- Moonlight - serie TV, 1 episodio (2007)
- Animalia - serie TV, 4 episodi (2007-2008)
- Legend Of The Seeker - serie TV, 1 episodio (2009)
- Go Girls - serie TV, 2 episodi (2009)
- The Cult - serie TV, 1 episodio (2009)
- The Almighty Johnsons - serie TV (2011-in corso)
- Tangiwai: A Love Story - film TV (2011)
- I misteri di Brokenwood (The Brokenwood Mysteries) - serie TV, 1 episodio (2019)

## Doppiatori italiani
- Corrado Conforti in Young Hercules, Lo Hobbit - Un viaggio inaspettato, Lo Hobbit - La desolazione di Smaug, Lo Hobbit - La battaglia delle cinque armate
- Alessio Cigliano in L'ultima parola - La vera storia di Dalton Trumbo
- Francesco Bulckaen in I misteri di Brokenwood